# مارینا نعمت
مارینا نِمت (متولد ‎۲ اردیبهشت ۱۳۴۴، تهران) نویسنده کتاب زندانی تهران است که در سال ۲۰۰۷ جایزه «کرامت انسانی» را که از طرف پارلمان اروپا اهدا می‌شود را دریافت کرد.

## ادعاهای نمت
به گفته خودش در سن ۱۶ سالگی به خاطر نوشتن مطالب مخالف جمهوری اسلامی در مدرسه دستگیر شد و به مدت دو سال در زندان اوین نگهداری شد. وی در این مدت شکنجه شد و قرار بود اعدام شود و به ازدواج تحمیلی تن داد که به واسطه ماجراهایی از زندان گریخت و به کانادا رفت. وی در حال حاضر نیز در کانادا زندگی می‌کند.
دلیل نجاتش از اعدام ازدواج ناخواسته و اجباری با بازجویش بوده‌است. او می‌گوید یکی از بازجوها به نام علی موسوی در زندان به وی علاقمند شد و به او گفت از خمینی درخواست کرده حکم مرگ او به زندان ابد تبدیل بشود. بعد از مدتی همین بازجو به مارینا اصرار می‌کند با او ازدواج کند و دینش را از مسیحی به مسلمان تغییر بدهد؛ اما بعداً علی به قتل رسید. مارینا بعد از کشته شدن علی، به خانواده اش بازگشته و کلیسا رفتن را از سر گرفته‌است. سپس با دوست مجارستانی اش ازدواج کرد.

## نقدها
منیره برادران محقق و زندانی سابق، فضای کتاب زندانی تهران را فضایی غیرواقعی از زندان اوین که "زندانی بود مثل بدنام‌ترین زندان‌های دیگر با سیستم نظارتی و امنیتی شدید" می‌داند و می‌پرسد چگونه بازجوی مارینا می‌توانسته او را از زندان بیرون ببرد یا با خانواده شوهرش ملاقات داشته باشد، و اینکه توابین رفتاری مانند مارینا نداشتند نسرین در نقدی از برادران انتقاد کرده و از نعمت دفاع کرده‌است. همچنین به گفته او نعمت در زندان به یک مسلمان دوآتشه تبدیل شده بود که شبانه روز مشغول نماز خواندن بود.
- وبگاه شخصی مارینا نعمت
- ویدیوی مصاحبه مارینا با صدای آمریکا